# Piper pinetorum
Piper pinetorum är en pepparväxtart som beskrevs av Standley & Steyerm.. Piper pinetorum ingår i släktet Piper och familjen pepparväxter. Inga underarter finns listade i Catalogue of Life.